# Lijst van onroerend erfgoed in Lennik
Een overzicht van het onroerend erfgoed in de gemeente Lennik. Het onroerend erfgoed maakt deel uit van het cultureel erfgoed in België.

## Bouwkundig erfgoed
| Object                                            | Erfgoedstatus?                  | Bouwjaar of architect     | Deelgemeente         | Adres                                                       | Coördinaten                   | Nummer? | Afbeelding                                        |
| ------------------------------------------------- | ------------------------------- | ------------------------- | -------------------- | ----------------------------------------------------------- | ----------------------------- | ------- | ------------------------------------------------- |
| Parochiekerk Onze-Lieve-Vrouw met ommuurd kerkhof | Monument kerkhofmuur (monument) |                           | Gaasbeek             | Donkerstraat                                                | 50° 47' 60" NB, 4° 11' 22" OL | 39926   | Parochiekerk Onze-Lieve-Vrouw met ommuurd kerkhof |
| Schandpaal                                        | landschap                       |                           | Gaasbeek             | Donkerstraat                                                | 50° 47' 59" NB, 4° 11' 19" OL | 39927   | Schandpaal                                        |
| Kasteel van Gaasbeek                              | Monument                        |                           | Gaasbeek             | Kasteelstraat 40                                            | 50° 47' 47" NB, 4° 11' 49" OL | 39928   | Kasteel van Gaasbeek                              |
| De Molensteen                                     | landschap                       |                           | Gaasbeek             | Donkerstraat 20                                             | 50° 47' 59" NB, 4° 11' 22" OL | 39929   | De Molensteen                                     |
| Hoeve Waterhof                                    |                                 |                           | Gaasbeek             | Donkerstraat 8                                              | 50° 48' 5" NB, 4° 11' 37" OL  | 39930   | Hoeve Waterhof                                    |
| Hoevetje in U-vorm                                |                                 |                           | Gaasbeek             | Losgatstraat 18                                             | 50° 48' 0" NB, 4° 10' 54" OL  | 39931   | Hoevetje in U-vorm                                |
| Waterkasteel Baljuwhuis                           | Monument                        |                           | Gaasbeek             | Onderstraat 14                                              | 50° 47' 48" NB, 4° 11' 38" OL | 39932   | Waterkasteel Baljuwhuis                           |
| Langgestrekte hoeve Het Neerhof                   |                                 |                           | Gaasbeek             | Onderstraat 16                                              | 50° 47' 48" NB, 4° 11' 38" OL | 39933   | Langgestrekte hoeve Het Neerhof                   |
| Woonhuis 't Vijvershof                            |                                 |                           | Gaasbeek             | Onderstraat 21                                              | 50° 47' 49" NB, 4° 11' 41" OL | 39934   | Woonhuis 't Vijvershof                            |
| Gesloten hoeve Bosselkenhof                       |                                 |                           | Gaasbeek             | Oudenaaksestraat 20                                         | 50° 47' 32" NB, 4° 11' 17" OL | 39935   | Gesloten hoeve Bosselkenhof                       |
| Hof te Rammeken                                   |                                 |                           | Gaasbeek             | Oudenaaksestraat 25                                         | 50° 47' 24" NB, 4° 11' 27" OL | 39936   | Hof te Rammeken                                   |
| Parochiekerk Sint-Kwinten met kerkhof             | Monument kerkhofmuur (monument) |                           | Sint-Kwintens-Lennik | Deken Verbesseltstraat 13                                   | 50° 48' 24" NB, 4° 9' 16" OL  | 39937   | Parochiekerk Sint-Kwinten met kerkhof             |
| Kasteel in Frans-classicistische stijl            | Monument                        |                           | Sint-Kwintens-Lennik | Alfred Algoetstraat 43                                      | 50° 48' 22" NB, 4° 9' 32" OL  | 39938   | Kasteel in Frans-classicistische stijl            |
| Pastorie Sint-Kwintensparochie met tuin           | Monument                        |                           | Sint-Kwintens-Lennik | Andreas Masiusplein 9                                       | 50° 48' 27" NB, 4° 9' 12" OL  | 39939   | Pastorie Sint-Kwintensparochie met tuin           |
| Huis Vossen                                       | Monument                        |                           | Sint-Kwintens-Lennik | Alfred Algoetstraat 2A-4                                    | 50° 48' 21" NB, 4° 9' 21" OL  | 39940   | Huis Vossen                                       |
| Schepenbank                                       | Monument                        |                           | Sint-Kwintens-Lennik | Alfred Algoetstraat 31                                      | 50° 48' 20" NB, 4° 9' 28" OL  | 39941   | Schepenbank                                       |
| Boerenhuis                                        |                                 |                           | Sint-Kwintens-Lennik | Alfred Algoetstraat 45-47                                   | 50° 48' 24" NB, 4° 9' 36" OL  | 39942   | Boerenhuis                                        |
| Boerenhuis                                        |                                 |                           | Sint-Kwintens-Lennik | Alfred Algoetstraat 110                                     | 50° 48' 30" NB, 4° 9' 51" OL  | 39943   | Boerenhuis                                        |
| Gesloten hoeve Beekmanshof                        |                                 |                           | Sint-Kwintens-Lennik | Gustaaf Breynaertstraat 2                                   | 50° 49' 21" NB, 4° 9' 3" OL   | 39944   | Gesloten hoeve Beekmanshof                        |
| Molenaarshuis                                     |                                 |                           | Sint-Kwintens-Lennik | Lombeeksesteenweg 25                                        | 50° 48' 59" NB, 4° 7' 35" OL  | 39948   | Molenaarshuis                                     |
| Langgestrekte hoeve                               |                                 |                           | Sint-Kwintens-Lennik | Frans Luckxstraat 29                                        | 50° 47' 33" NB, 4° 8' 56" OL  | 39949   | Langgestrekte hoeve                               |
| Hoeve Het Kuipershof                              |                                 |                           | Sint-Kwintens-Lennik | Frans Luckxstraat 55                                        | 50° 47' 27" NB, 4° 9' 10" OL  | 39950   | Hoeve Het Kuipershof                              |
| Burgerhuis                                        |                                 |                           | Sint-Kwintens-Lennik | Markt 8                                                     | 50° 48' 19" NB, 4° 9' 20" OL  | 39951   | Burgerhuis                                        |
| Burgerhuis                                        | Monument                        |                           | Sint-Kwintens-Lennik | Markt 9                                                     | 50° 48' 20" NB, 4° 9' 19" OL  | 39952   | Burgerhuis                                        |
| Gesloten hoeve                                    |                                 |                           | Sint-Kwintens-Lennik | Assesteenweg 25                                             | 50° 48' 44" NB, 4° 8' 5" OL   | 39954   | Gesloten hoeve                                    |
| Boerenhuis                                        |                                 |                           | Sint-Kwintens-Lennik | Assesteenweg 192                                            | 50° 49' 54" NB, 4° 8' 34" OL  | 39957   | Boerenhuis                                        |
| Hoeve met Heilig Hartkapel                        |                                 |                           | Sint-Kwintens-Lennik | Jan Baptist Van der Lindenstraat 44                         | 50° 48' 14" NB, 4° 9' 29" OL  | 39958   | Hoeve met Heilig Hartkapel                        |
| Boerenhuis van 1804                               |                                 |                           | Sint-Kwintens-Lennik | Frans Van der Steenstraat 19                                | 50° 48' 17" NB, 4° 9' 16" OL  | 39960   | Boerenhuis van 1804                               |
| Hoeve In den Plezanten hof                        |                                 |                           | Sint-Kwintens-Lennik | Frans Van der Steenstraat 43                                | 50° 48' 11" NB, 4° 9' 16" OL  | 39961   | Hoeve In den Plezanten hof                        |
| Woonhuis                                          |                                 |                           | Sint-Kwintens-Lennik | Gustaaf Van der Steenstraat 94                              | 50° 48' 8" NB, 4° 10' 26" OL  | 39962   | Woonhuis                                          |
| Boerenburgerhuis                                  |                                 |                           | Sint-Kwintens-Lennik | Zavelstraat 7                                               | 50° 48' 15" NB, 4° 8' 60" OL  | 39963   | Boerenburgerhuis                                  |
| Hof te Bree-eik                                   | Monument                        |                           | Sint-Kwintens-Lennik | Bree-eik 16                                                 | 50° 47' 3" NB, 4° 8' 46" OL   | 39966   | Hof te Bree-eik                                   |
| Gesloten hoeve van 1861                           |                                 |                           | Sint-Kwintens-Lennik | Langestraat 73                                              | 50° 47' 27" NB, 4° 8' 55" OL  | 39967   | Gesloten hoeve van 1861                           |
| Parochiekerk Sint-Ursula                          | orgel (monument)                |                           | Sint-Kwintens-Lennik | Frans Baetensstraat                                         | 50° 49' 54" NB, 4° 8' 26" OL  | 39968   | Parochiekerk Sint-Ursula                          |
| Kasteel Neufcour van Eizeringen                   | Monument                        |                           | Sint-Kwintens-Lennik | Luitenant Jacopsstraat 25A, 27, 39                          | 50° 49' 50" NB, 4° 8' 16" OL  | 39969   | Kasteel Neufcour van Eizeringen                   |
| Pastorie Sint-Ursulaparochie                      | dorpsgezicht                    |                           | Sint-Kwintens-Lennik | Frans Baetensstraat 50                                      | 50° 49' 53" NB, 4° 8' 28" OL  | 39970   | Pastorie Sint-Ursulaparochie                      |
| Gesloten hoeve Hof te Ilingen                     |                                 |                           | Sint-Kwintens-Lennik | Ilingenstraat 81                                            | 50° 47' 45" NB, 4° 9' 39" OL  | 39972   | Gesloten hoeve Hof te Ilingen                     |
| Saffelbergkapel omgeven door linden               | cultuurhistorisch landschap     |                           | Sint-Kwintens-Lennik | Saffelbergstraat                                            | 50° 48' 22" NB, 4° 8' 1" OL   | 39973   | Saffelbergkapel omgeven door linden               |
| Onze-Lieve-Vrouwekapel                            |                                 |                           | Sint-Kwintens-Lennik | Saffelbergstraat                                            | 50° 48' 10" NB, 4° 7' 55" OL  | 39974   | Onze-Lieve-Vrouwekapel                            |
| Gesloten hoeve                                    |                                 |                           | Sint-Kwintens-Lennik | Nellekenstraat 20                                           | 50° 49' 11" NB, 4° 7' 55" OL  | 39976   | Gesloten hoeve                                    |
| Hoeve in U-vorm                                   |                                 |                           | Sint-Kwintens-Lennik | Nellekenstraat 62                                           | 50° 49' 19" NB, 4° 7' 55" OL  | 39977   | Hoeve in U-vorm                                   |
| Hoeve                                             |                                 |                           | Sint-Kwintens-Lennik | Nellekenstraat 84                                           | 50° 49' 25" NB, 4° 7' 50" OL  | 39978   | Hoeve                                             |
| Lemen bijgebouw                                   |                                 |                           | Sint-Kwintens-Lennik | Tuitenbergstraat 18                                         | 50° 49' 35" NB, 4° 7' 40" OL  | 39980   | Lemen bijgebouw                                   |
| Hoeve met losse bestanddelen                      |                                 |                           | Sint-Kwintens-Lennik | Grote Vijverselenweg 4                                      | 50° 47' 55" NB, 4° 10' 31" OL | 39983   | Hoeve met losse bestanddelen                      |
| Semigesloten hoeve                                |                                 |                           | Sint-Kwintens-Lennik | Grote Vijverselenweg 12                                     | 50° 47' 58" NB, 4° 10' 26" OL | 39984   | Semigesloten hoeve                                |
| Semigesloten hoeve                                |                                 |                           | Sint-Kwintens-Lennik | Grote Vijverselenweg 33                                     | 50° 48' 11" NB, 4° 10' 31" OL | 39985   | Semigesloten hoeve                                |
| Parochiekerk Sint-Martinus                        | Monument kerkhofmuur (monument) |                           | Sint-Martens-Lennik  | Dorp                                                        | 50° 48' 44" NB, 4° 10' 1" OL  | 39986   | Parochiekerk Sint-Martinus                        |
| Onze-Lieve-Vrouwekapel                            |                                 |                           | Sint-Martens-Lennik  | Brusselsestraat                                             | 50° 48' 48" NB, 4° 10' 36" OL | 39987   | Onze-Lieve-Vrouwekapel                            |
| Hoeve Waterhof of Hof te Bossuit                  |                                 |                           | Sint-Martens-Lennik  | Bossuitstraat 150                                           | 50° 49' 10" NB, 4° 11' 0" OL  | 39988   | Hoeve Waterhof of Hof te Bossuit                  |
| Semigesloten hoeve                                |                                 |                           | Sint-Martens-Lennik  | Brusselsestraat 24                                          | 50° 48' 43" NB, 4° 10' 8" OL  | 39989   | Semigesloten hoeve                                |
| Semigesloten hoeve                                |                                 |                           | Sint-Martens-Lennik  | Brusselsestraat 28-30                                       | 50° 48' 44" NB, 4° 10' 11" OL | 39990   | Semigesloten hoeve                                |
| Boerenburgerhuis                                  |                                 |                           | Sint-Martens-Lennik  | Brusselsestraat 46-48                                       | 50° 48' 45" NB, 4° 10' 17" OL | 39991   | Boerenburgerhuis                                  |
| Boerenburgerhuis                                  |                                 |                           | Sint-Martens-Lennik  | Brusselsestraat 103                                         | 50° 48' 45" NB, 4° 11' 15" OL | 39992   | Boerenburgerhuis                                  |
| Vierkantshoeve                                    |                                 |                           | Sint-Martens-Lennik  | Ninoofsesteenweg 357                                        | 50° 50' 5" NB, 4° 8' 23" OL   | 39994   | Vierkantshoeve                                    |
| U-vormige hoeve Hof Sergoris                      |                                 |                           | Sint-Martens-Lennik  | Schapenstraat 98                                            | 50° 49' 11" NB, 4° 10' 1" OL  | 39995   | U-vormige hoeve Hof Sergoris                      |
| Gesloten hoeve                                    |                                 |                           | Sint-Martens-Lennik  | Kattestraat 19                                              | 50° 50' 3" NB, 4° 9' 28" OL   | 40000   | Gesloten hoeve                                    |
| Gesloten hoeve                                    |                                 |                           | Sint-Martens-Lennik  | Paardenstraat 2                                             | 50° 49' 10" NB, 4° 12' 0" OL  | 40001   | Gesloten hoeve                                    |
| Modernistisch woonhuis van Maurice Roelants       | Monument                        | 1962 Willy Van der Meeren | Sint-Martens-Lennik  | Oude Brusselsestraat 15                                     | 50° 49' 40" NB, 4° 9' 50" OL  | 40009   | Modernistisch woonhuis van Maurice Roelants       |
| Semi-gesloten hoeve                               |                                 |                           | Sint-Martens-Lennik  | Trontingen 56                                               | 50° 48' 17" NB, 4° 10' 46" OL | 40010   | Semi-gesloten hoeve                               |
| Pastorie Onze-Lieve-Vrouwparochie                 | Monument                        |                           | Gaasbeek             | Donkerstraat 21                                             | 50° 48' 1" NB, 4° 11' 25" OL  | 81822   | Pastorie Onze-Lieve-Vrouwparochie                 |
| Modernistisch woonhuis Gordts met tuin            | Monument                        | 1965 Willy Van der Meeren | Sint-Martens-Lennik  | Tombergstraat 43                                            |                               | 206815  | Modernistisch woonhuis Gordts met tuin            |
| Dries 't Nelleken                                 | Monument                        |                           | Sint-Kwintens-Lennik | Nellekenstraat, Oude Geraardsbergsestraat, Eizeringenstraat |                               | 210651  | Dries 't Nelleken                                 |
| Sint-Antoniuskapel                                |                                 |                           | Sint-Martens-Lennik  | Joseph Van den Bosschestraat 7                              |                               | 217041  | Sint-Antoniuskapel                                |

### Bouwkundige gehelen
| Object            | Erfgoedstatus?              | Bouwjaar of architect | Deelgemeente | Adres                                                                     | Coördinaten | Nummer? | Afbeelding        |
| ----------------- | --------------------------- | --------------------- | ------------ | ------------------------------------------------------------------------- | ----------- | ------- | ----------------- |
| Dorpskom Gaasbeek | cultuurhistorisch landschap |                       | Gaasbeek     | Arconateplein, Donkerstraat, Onderstraat, Oude Winkelstraat, Winkelstraat |             | 306591  | Dorpskom Gaasbeek |